# Лебег (лунный кратер)
Кратер Лебег (лат. Lebesgue) — небольшой ударный кратер в юго-восточной части Моря Смита на видимой стороне Луны. Название присвоено в честь французского математика Анри Леона Лебега (1875—1941) и утверждено Международным астрономическим союзом в 1976 г.

## Описание кратера

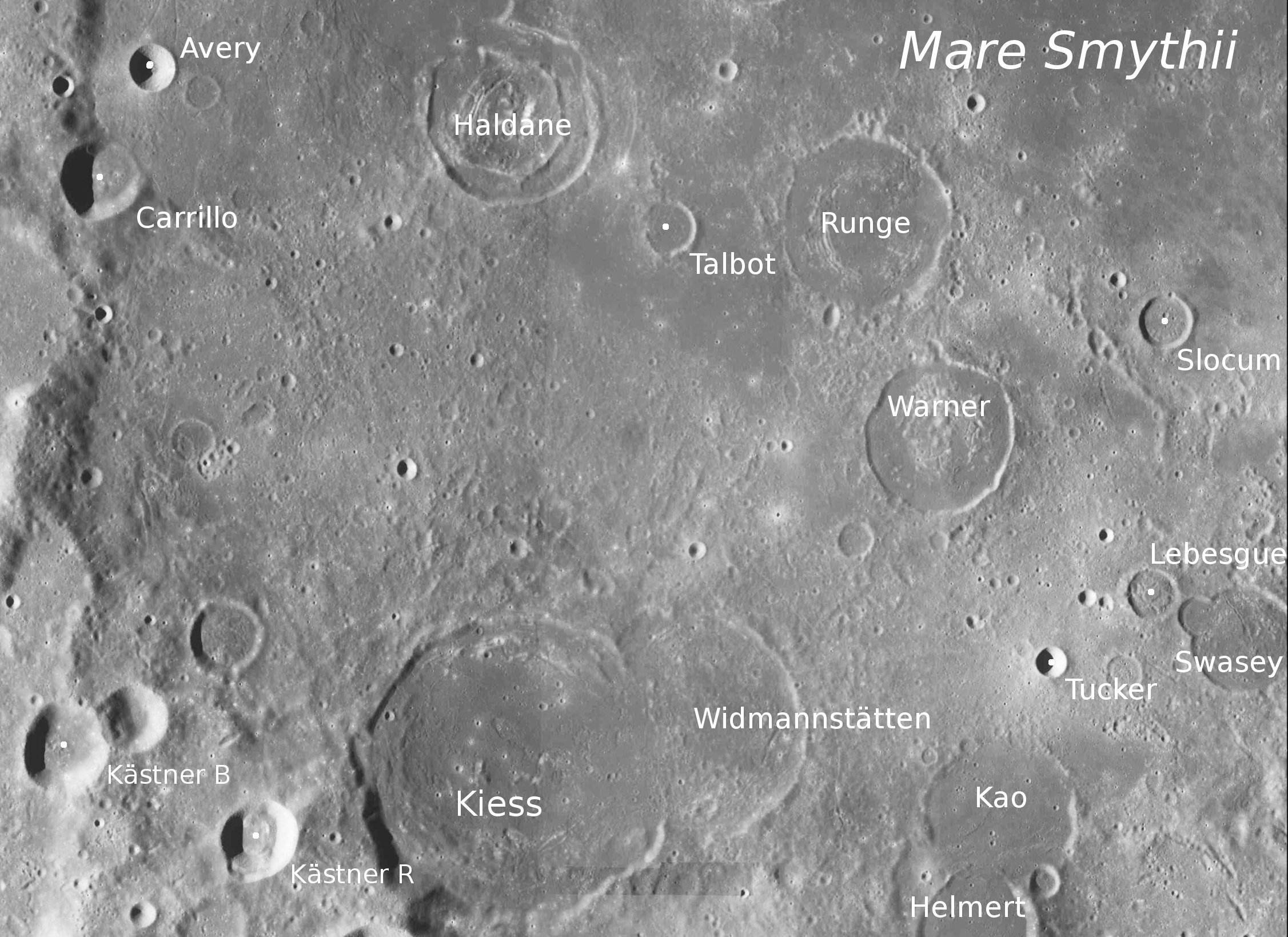
Окрестности кратера Лебег. Снимок зонда Lunar Reconnaissance Orbiter.

Ближайшими соседями кратера являются кратер Уорнер на северо-востоке; кратер Слокум на севере; кратер Юм на северо-востоке; кратер Суэзи на юго-востоке и кратер Такер на юго-западе. Селенографические координаты центра кратера 28°17′ с. ш. 97°03′ з. д. / 28,29° с. ш. 97,05° з. д., диаметр 11,4 км, глубина 1,8 км.
Кратер Лебег имеет близкую к циркулярной форму и практически не разрушен. Вал несколько сглажен, более выражен в западной части. Высота вала над окружающей местностью достигает 410 м, объем кратера составляет приблизительно 50 км³. Дно чаши сравнительно ровное, без приметных структур.

## Сателлитные кратеры
Отсутствуют.

## См.также
- Список кратеров на Луне
- Лунный кратер
- Морфологический каталог кратеров Луны
- Планетная номенклатура
- Селенография
- Минералогия Луны
- Геология Луны
- Поздняя тяжёлая бомбардировка